# Panzerzug Groźny
Der Eisenbahn-Panzerzug Groźny (deutsch: gefährlich) war ein improvisierter polnischer Panzerzug aus der Zeit des Polnisch-Sowjetischen Krieges von 1919. Er wurde noch im Zweiten Weltkrieg eingesetzt.

## Geschichte
Am 27. Dezember 1918 befahl der damalige Generalstabschef der polnischen Armee, General Stanisław Szeptycki, im Befehl Nummer 80 die Bildung von Panzerzügen mit den Nummern 11 bis 15 in Warschau. Sie sollten einen Transportwagen für Material, zwei Personenwagen, drei gepanzerte Wagen und zwei Abstoßwagen mitführen. Dabei sollten nur die Führerstände der Lokomotive mit Blech gepanzert werden. Die restlichen Wagen sollten gewöhnliche, offene Plattformwagen sein, deren Seitenwände mit Sandsäcken geschützt werden sollten.
Im Januar 1919 wurde der Panzerzug mit der Nummer 15 in den Eisenbahnwerkstätten in Warschau fertiggestellt. Der Pociąg Pancerny Nr. 15 (kurz: P.P. 15, deutsch: Panzerzug 15) bestand ursprünglich aus improvisierten und nur teilweise geschützten hölzernen Güterwagen. Zwei der Wagen wurden in den Werkstätten in Nowy Sącz mit Beton geschützt, einige andere erhielten nur einen Schutz aus Sandsäcken.

## Technische Daten
Der Panzerzug 15 Groźny bestand aus zwei offenen Wagen mit Feldgeschützen und einigen Maschinengewehrwagen. Welche Lokomotive hier verwendet wurde, ist unbekannt.

### Lokomotiven

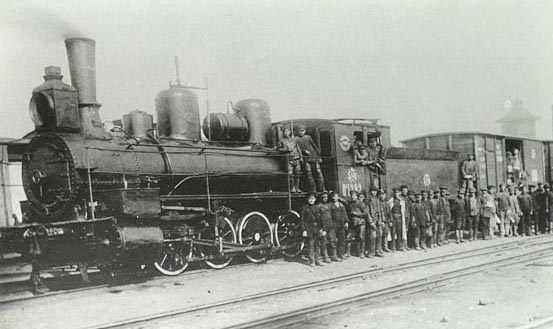
Ungepanzerte Lokomotive der Baureihe O

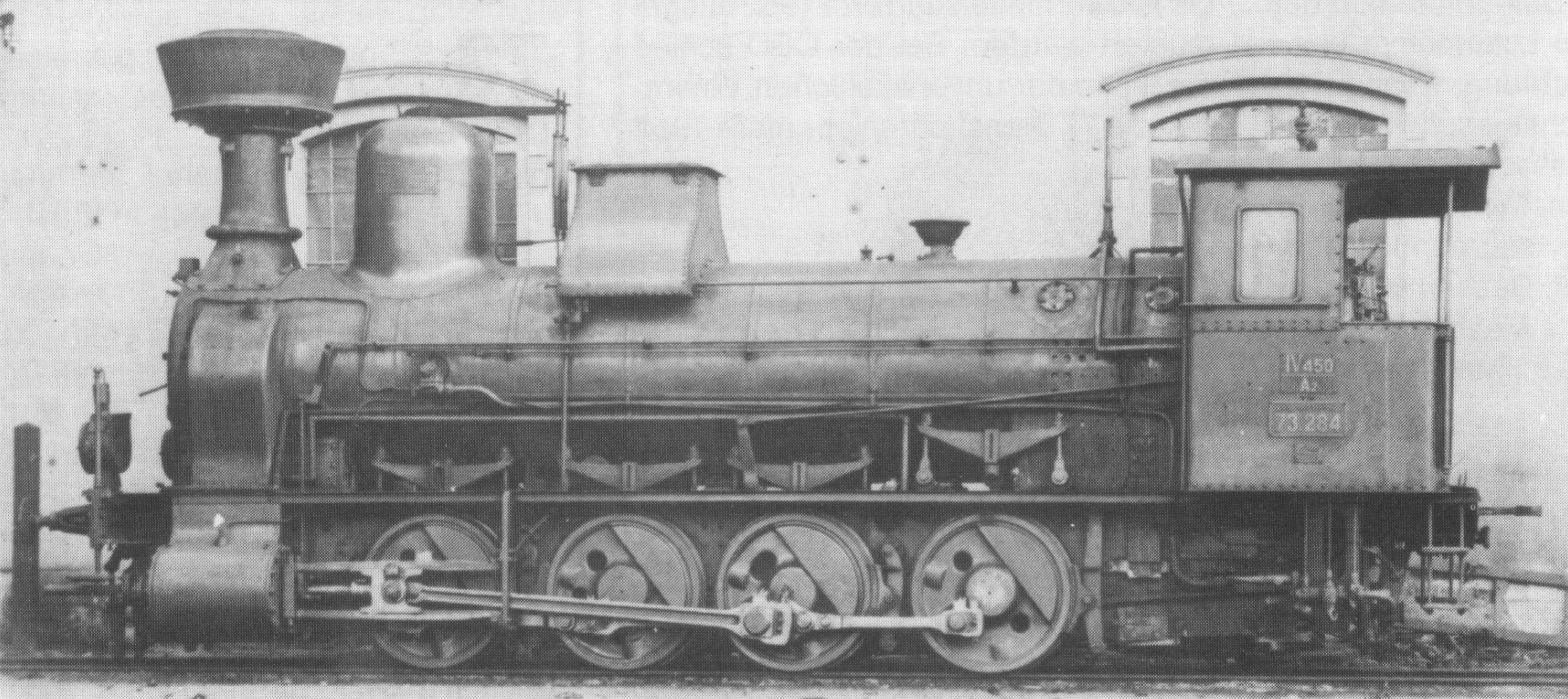
Ungepanzerte Lokomotive der Baureihe 73

Ungepanzerte Lokomotive Preußische G 5.3 oder Ti3

Im August 1919 erhielt der Panzerzug 22 Groźny (szeroki) (deutsch: breit) durch erbeutetes Material neue Ausrüstung. Angetrieben wurde der Panzerzug in Folge durch eine sowjetische Breitspurlokomotive der russischen Baureihe Ow.
Nach dem Umbau des Panzerzuges auf Normalspur wurde er durch eine Lokomotive der Baureihe 73 angetrieben. Diese wurde in Polen mit einer Vollpanzerung versehen und hatte einen großen Kommandoturm nach sowjetischer Bauart. Die Dampflokomotive 1888 stammte aus Produktion der Lokomotivfabrik Floridsdorf und hatte die Werksbezeichnung Flor 667/88. Von 1888 bis 1905 fuhr diese Lokomotive bei den k.k. Staatsbahnen unter der Seriennummer kkStB 7386. Ab 1905 wurde die Bezeichnung in 7386ZkkStB 73.86 umgeändert. Nach dem Ersten Weltkrieg und der Übergabe an Polen erhielt sie die Bezeichnung Tp15-. Welche Nummer hinter der 15 stand, konnte nicht ermittelt werden.
1929 wurde die endgültige Zusammensetzung der polnischen Panzerzüge festgelegt und Anfang 1930 wurde der Panzerzug modernisiert. Die vierte und letzte Lokomotive war eine Preußische G 5.3, hergestellt von Hanomag im Jahr 1904 mit der Seriennummer 4116. Zwischen 1904 und 1918 wurde die Lokomotive bei der preußischen Staatseisenbahn mit dem Namen Danzig 4023 eingesetzt und erhielt nach dem Ersten Weltkrieg und der Übergabe an Polen die Bezeichnung Ti3-4. Trotz der Beschädigung der Lokomotive während des Überfalls auf Polen konnte die Wehrmacht die Lokomotive reparieren und weiterhin im Panzerzug 22 einsetzen.

### Artilleriewagen

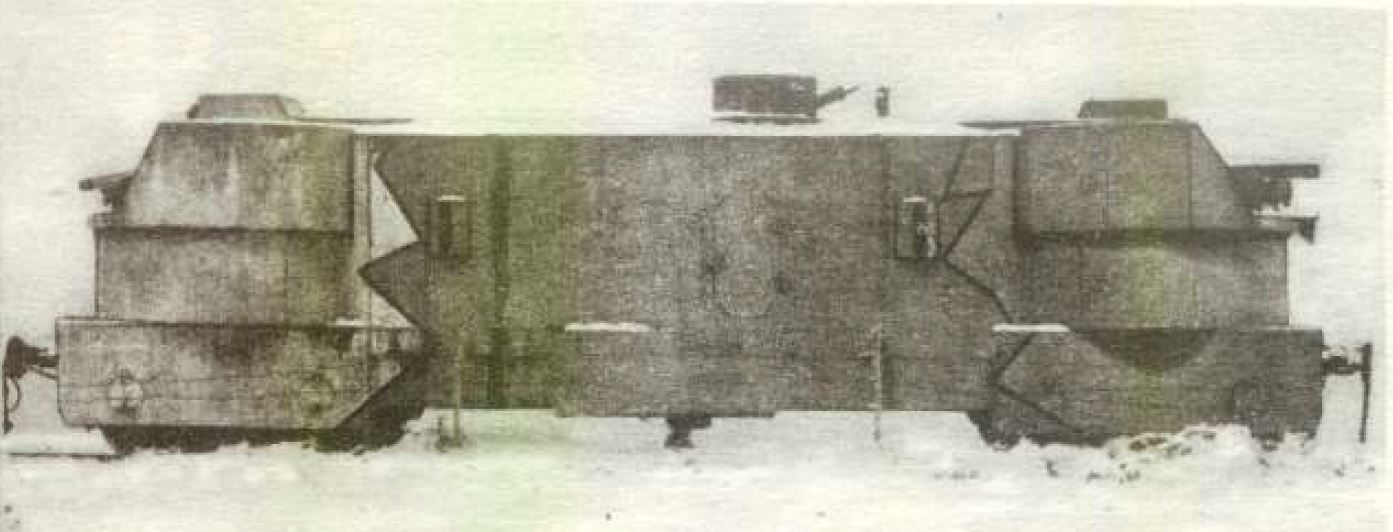
Artilleriewagen des Panzerzug Groźny

Im August 1919 bekam der Panzerzug einen improvisierten sowjetischen Einzelturmwagen aus den Eisenbahnwerkstätten in Sdolbuniw. Dieser war ursprünglich ein vierachsiger Kohlewagen, dessen Wände mit Stahl verstärkt wurden und der in einem drehbaren Turm am vorderen Ende eine 7,62-cm-Kanone enthielt. Dieser Wagen stammte vom sowjetischen Panzerzug BP 104 „Imeni Karla Liebknechta“, welcher am 12. August 1919 erbeutet wurde.
Zum Panzerzug „Groźny“ gehörten in der endgültigen Zusammensetzung zwei sowjetische, vierachsige Artilleriewagen. Diese wurden gegen Ende 1919 gebaut und besaßen je zwei Doppeltürme für die schwere Artillerie. Zwar waren die beiden Wagen vom Typ gleich, allerdings unterschieden sie sich in der Bewaffnung und kleineren Details. Die Türme ruhten auf niedrigen, abgerundeten Barbetten an den Enden der Wagen. Jeder Turm konnte in einem horizontalen Feuerwinkel von 270° agieren. Das markanteste Merkmal der beiden Wagen, was bei anderen Wagen dieses Typs nicht zu finden war, war eine einzelne abgerundete Einstiegsluke auf jeder Seite. Um auf den polnischen Gleisen genutzt zu werden, mussten die Wagen von Breitspur (1524 mm) auf Normalspur (1435 mm) umgerüstet werden. Anschließend erhielten die Wagen klappbare Panzerschürzen an der Unterseite. Um die Achsen warten zu können, wurde bei einem Wagen eine kleine runde Luke unterhalb der Kanone angebracht.
Der erste Kanonenwagen mit der Seriennummer 450 012 stammte vom sowjetischen Panzerzug BP 56 „Kommunar“ und wurde im März 1920 erbeutet. Die ursprüngliche Bewaffnung bestand aus zwei 7,62-cm-Feldkanonen Putilov M.1902 und neun 7,62-mm-Maschinengewehren M.1905 oder M.1910. 1939 bestand die Hauptbewaffnung aus zwei 7,5-cm-Feldkanonen wz. 02/26 in beiden Türmen. Beide Türme waren vom gleichen Typ wie andere Türme der Bauart, allerdings mit abgerundeten Barbetten. Weiterhin hatte der Wagen neun schwere 7,92-mm-Maschinengewehre wz. 08 (Maxim). Vier davon waren in vorderen Öffnungen der Artillerietürme, vier in zylindrischen Halterungen an den Seiten des Wagens und eines als Flugabwehr-Maschinengewehr in einem kleinen Turm auf dem Wagendach. Dieser Wagen wurde später, wie die Lokomotive, im deutschen Panzerzug 22 eingesetzt.
Der zweite Kanonenwagen mit der Seriennummer 460 025 stammte ebenfalls vom sowjetischen Panzerzug BP 56 „Kommunar“ und wurde dem Panzerzug im Oktober 1920 zugeteilt, nachdem er zunächst im polnischen Panzerzug Podhalanin-szeroki eingesetzt wurde. Die ursprüngliche Bewaffnung bestand aus einer 7,62-cm-Feldkanonen Putilov M.1902 und einer 12,2-cm-Haubitze. Nach der Umrüstung besaß der Wagen eine 10-cm-Haubitze wz. 14/19A (Skoda) und eine 7,5-cm-Feldkanone wz. 02/26. Da in dem Wagen vorher eine kürzere sowjetische 12,2-cm-Haubitze verbaut war, musste der vordere Teil des Turms nach vorne verlängert werden, um die längere polnische 10-cm-Haubitze aufnehmen zu können. Weiterhin gab es zur Nahverteidigung vier 7,92-mm-Maschinengewehre wz. 08 (Maxim) an den Seiten und ein Flugabwehr-Maschinengewehr in einem kleinen Turm auf dem Wagendach. Weiterhin hatte der Wagen kleine Luken in den Barbetten der Türme, um eine schnelle Evakuierung zu ermöglichen. Dieser Wagen wurde später im deutschen Panzerzug 21 eingesetzt.
Beide Wagen führten je 3.750 Schuss Munition für die Maschinengewehre und je 120 Schuss für jedes Artilleriegeschütz mit. Die Panzerung der Wagen betrug 8 bis 12 mm. Zusätzlich waren die Wagen von innen mit Eichenbrettern verkleidet. Die Besatzung eines Artilleriewagens bestand aus 35 Mann.

### Sturmwagen

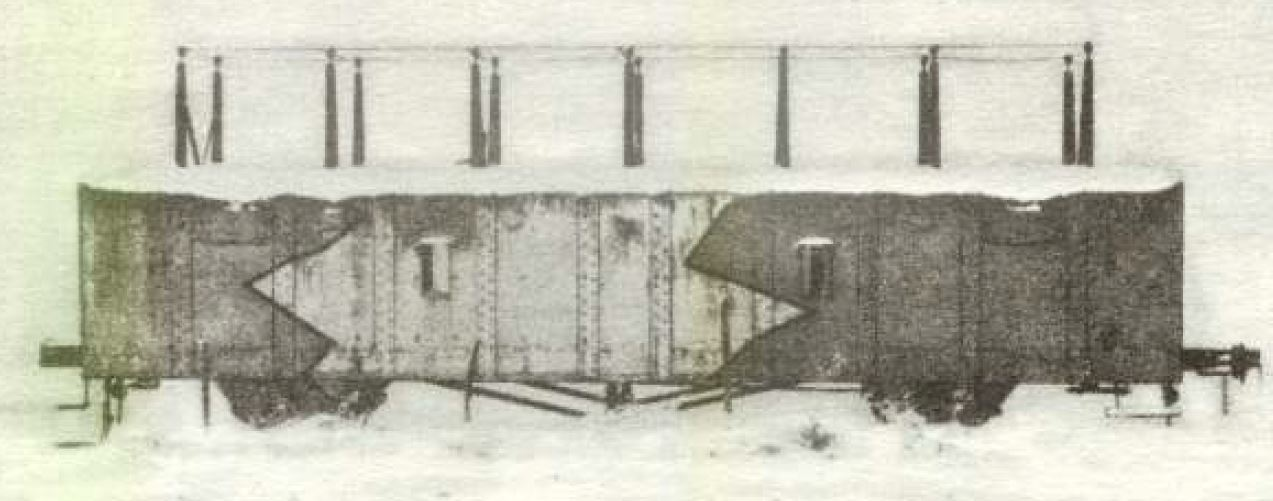
Sturmwagen mit Rahmenantenne

Der Sturmwagen des Panzerzuges war für den Transport eines Infanterie-Sturmzuges vorgesehen. Der Wagen hatte die Seriennummer 631 550 und wurde im Jahr 1920 in Polen als Artilleriewagen mit einem zentralen und zylindrischen Turm gebaut. Zunächst wurde dieser im Panzerzug Paderewski eingesetzt. Anfang 1930 wurde der Wagen zu einem Sturmwagen für die Infanterie umgebaut und der Turm entfernt. Die neue Bewaffnung bestand aus vier 7,92-mm-Maschinengewehren wz. 08. Für die vier Maschinengewehre wurden 3.750 Schuss Munition mitgeführt. Die Panzerung bestand aus 8 mm bis 12 mm dicken Stahlplatten. Der Sturmzug der Infanterie bestand aus einem Offizier, sieben Unteroffizieren und 24 Mannschaftssoldaten. Die Offiziere waren mit Pistolen, die Mannschaftssoldaten mit Gewehren, Maschinengewehren und Handgranaten ausgerüstet. Neben den 32 Mann des Sturmzuges gab es noch acht Mann als feste Besatzung des Wagens, welche außerdem Funker und Sanitäter waren.
Der Sturmwagen war mit einem Langstreckenfunkgerät RKD/P mit einer Reichweite von bis zu 100 km ausgerüstet, das in einer separaten Funkkabine in der Mitte des Wagens untergebracht war und zu dessen Ausrüstung ein eigenständiger Stromgenerator, Batterien und eine große Rahmenantenne auf dem Dach gehörten.

### Abstoßwagen
An beiden Enden des Zuges befanden sich zweiachsige Flachwagen, welche als Abstoßwagen dienten. Sie dienten dazu, den Panzerzug vor Minen oder Entgleisung zu schützen und Gefahren vor den wichtigen Wagen zu beseitigen. Zusätzlich dienten sie zum Transport von Material wie Schienen, Schwellen und Fahrrädern. Die Flachwagen vom Typ Pdks VIIIC wiesen ein Eigengewicht von 10 t und eine Länge von 17,5 m auf.

## Einsatz

### Polnisch-Sowjetischer Krieg
In der frühen Phase des Polnisch-Sowjetischen Krieges nahm der Panzerzug 15, welcher den Namen Groźny erhielt, an einigen Operationen teil. So wurde der Panzerzug östlich von Kowel eingesetzt. Wegen einer zerstörten Brücke über den Stochid vor der Ortschaft Kivertsi konnte der Panzerzug nicht weiter nach Osten operieren und patrouillierte deshalb im eroberten Gebiet. Da sich die Front in der Folge immer weiter nach Osten verlagerte, wurde dem Panzerzug nur wenig Kampfwert beigemessen; er wurde im September 1919 aufgelöst. Die Nummer 15 erhielt wenig später der Panzerzug Paderewski.
Im Juni 1919 wurde der Panzerzug Groźny-szeroki (deutsch: Groźny-breit) als neuer und improvisierter Panzerzug aus erbeuteten Zügen aus Kivertsi zusammen- und aufgestellt. Da es sich um Wagen mit einer Breitspur (1,52 m) handelte und die Besatzung von einem Teil des kürzlich aufgelösten Panzerzuges 15 Groźny stammte, erhielt dieser den Namen Groźny-szeroki. Dieser Panzerzug konnte die vorrückenden polnischen Truppen unterstützen, da er auf den Gleisen der russischen Spurweite fahren konnte. Im August 1919 erhielt der Panzerzug Groźny-szeroki die Nummer 22, war jedoch allgemein nur als Panzerzug Groźny bekannt.
Dieser neu aufgestellte Panzerzug 22 Groźny (szeroki) wurde aktiv im Kampf eingesetzt. Er unterstützte polnische Einheiten bei der Eroberung von Riwne. Im Frühjahr 1920 wurde der Panzerzug bei der Kiewer Offensive, zusammen mit den Streitkräften der Wolhynienfront und verbündeten ukrainischen Truppen, eingesetzt. Im Mai 1920 gelangte der Panzerzug bis 15 km östlich von Kiew und deckte dort den Rückzug polnischer Truppen während eines sowjetischen Gegenangriffs. Dabei kam es Anfang Juni zu schweren Kämpfen in Riwne. Im Anschluss wurde der Panzerzug über eine spezielle Einzelstrecke, welche zur Evakuierung von Vorräten und Material auf Breitspur umgebaut wurde, ins polnische Dęblin verbracht.
Anschließend der 4. Armee zugeteilt, wurde der Panzerzug am 17. August 1920 bei Ryki, während der entscheidenden Schlacht um Warschau eingesetzt. Kurze Zeit später wurde der Panzerzug auf Normalspur umgebaut und als Panzerzug 22 Groźny wieder in Dienst genommen. Er wurde bei der Verfolgung von feindlichen Truppen und bei der Schlacht bei Zamość eingesetzt. Nach dem Ende der Kampfhandlungen fuhr der Panzerzug eine Patrouille im Gebiet von Toruń und Bydgoszcz. Anfang 1930 wurde der Panzerzug modernisiert.

### Zwischenkriegszeit
Nach dem Krieg blieb der Panzerzug als einer der zwölf modernsten Panzerzüge Polens im Dienst und erhielt ab 1921 die neue Nummer 4. Im Winter 1923/24 wurden die meisten polnischen Panzerzüge außer Dienst gestellt und in Reserve gehalten, so auch der Panzerzug Groźny. Ab 1925 wurde der Panzerzug als „Nummer 6“ zusammen mit dem Panzerzug Śmiały wieder aktiviert und für die Ausbildung genutzt. Ab 1928 wurden beide Panzerzüge der neu gegründeten 2. Dywizjon Pociągów Pancernych (deutsch: 2. Panzerzugdivision) in Niepołomice bei Krakau zugeteilt und dort weiterhin für Ausbildungszwecke genutzt.
Im August 1939 wurde die 2. Panzerzugdivision mit fünf Panzerzügen, darunter auch Panzerzug Groźny, mobilisiert. Dieser erhielt nun die Nummer 54 und die Bezeichnung mit Namen entfiel. Er wurde der Operationsgruppe Schlesien der Krakauer Armee zugeteilt. Ab dem 26. August 1939 wurde der Panzerzug bei Krzeszowice stationiert.

### Zweiter Weltkrieg

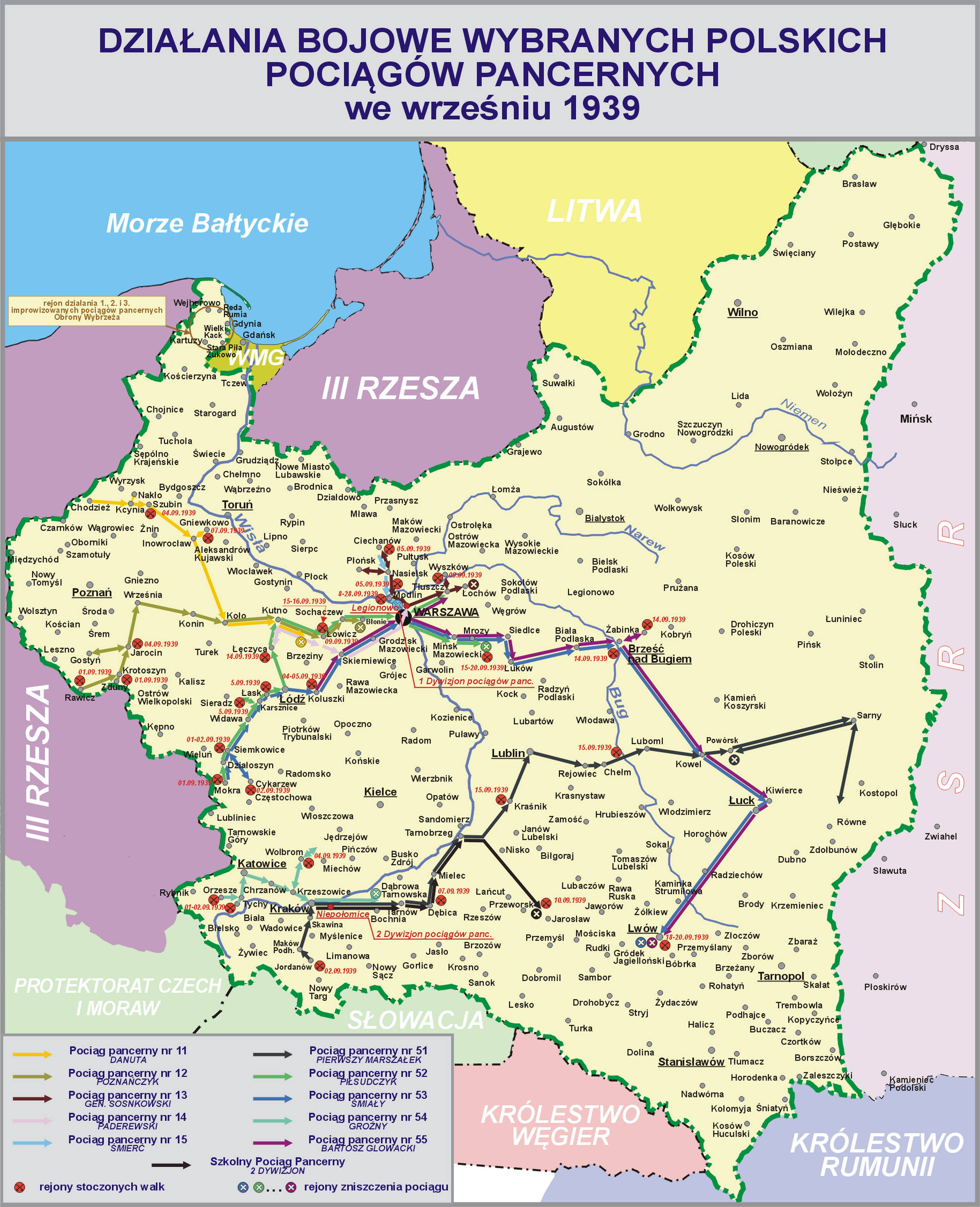
Kampfhandlungen ausgewählter polnischer Panzerzüge im September 1939

Als am 1. September 1939 der Zweite Weltkrieg mit dem Einmarsch deutscher Truppen in Polen ausbrach, patrouillierte der Panzerzug in den frühen Morgenstunden auf der Bahnstrecke in der Nähe von Orzesze. Hier geriet er unter Beschuss und kämpfte gegen Infanterie der 3. Infanteriedivision. Der Zug konnte ausweichen und patrouillierte auf der Bahnstrecke zwischen Tychy und Kobiór. Am Abend wurde der Panzerzug zur Unterstützung des II. polnischen Bataillons des 73. Regiments der 23. polnischen Division eingesetzt und sollte das Gebiet um das Dorf Wyry verteidigen. Dabei wurde der Zug von Flugzeugen und Bomben angegriffen, jedoch nur einmal getroffen. Die Bombe prallte jedoch ohne zu explodieren vom Zug ab.
Am 2. September wurde der Panzerzug zur Unterstützung des I. Bataillons im Raum Tychy eingesetzt. Kurze Zeit später griff er zusammen mit dem III. Bataillon des 75. Regiments im Raum Wyry deutsche Truppen an. Die Wehrmacht hatte ein Waldstück südlich der Eisenbahnlinie Tychy und Kobiór besetzt und Stellungen errichtet. Die polnische Infanterie griff südlich der Eisenbahnlinie an und der Panzerzug rückte mit der ersten Angriffswelle vor. Dieser kombinierte Angriff fügte der 4. Infanteriedivision schwere Verluste zu. Am Nachmittag kam es zu weiteren Kämpfen gegen Truppen der Wehrmacht. Die polnischen Truppen versuchten, den Panzerzug in der Nähe der Kreuzung nach Żwaków einzusetzen. Dies misslang jedoch aufgrund von schwerem deutschen Maschinengewehr- und Mörserfeuer. Dennoch gelang es der Besatzung des Zuges, den Vorstoß bis zum Abend hin zu verzögern. Als der Kommandant des Zuges, Hauptmann der Panzertruppen Jan I Rybczyński, mit einer Tankette TK-3 des Draisinenzuges eine Aufklärungsfahrt unternahm, wurde dieser unter ungeklärten Umständen getötet. Umgehend übernahm sein Stellvertreter, der Hauptmann der Panzertruppen Józef Kulesza das Kommando des Zuges. Auf Befehl des Armeehauptquartiers verlegte der Panzerzug zeitgleich nach Mysłowice.
Am 3. September wurde der Panzerzug zwischen Tychy und Wyry eingesetzt. Dabei schoss er auf sich nähernde Wehrmachtstruppen und verzögerte auch hier kurzzeitig den Vormarsch. Während der ersten drei Kriegstage war der Panzerzug 54 sehr effizient und wurde sogar in deutschen Kriegstagebüchern erwähnt und gewürdigt. So hieß es in einem Tagebucheintrag eines deutschen Soldaten:

„Langsam rollt dieses Ungeheuer auf uns zu, von rechts nach links... Es hält an, schießt eine Minute und fährt dann weiter... Wenn es zurückkommt, beginnt die Hölle von vorne.“

Im späteren Verlauf des Tages wurde der Panzerzug nach Szczakowa zurückgezogen, um die polnischen Stellungen bei dem Fluss Przemsza zu verteidigen. Jedoch brach die gesamte Front langsam zusammen.
Am 4. September schützte der Panzerzug die rechte Flanke der Operationsgruppe Jagmin. Am Abend geriet er jedoch unter starkes Artilleriefeuer, bei dem der Kohletender getroffen und der Zugkommandant Kulesza leicht verwundet wurde. In der Nähe des Bahnhofes von Tunel kam es zu einem Gefecht mit deutschen motorisierten Einheiten. Während des Ausweichens in der Nacht und bei Nebel kollidierte der Panzerzug mit seinem eigenen Draisinenzug. Dieser war abgestellt und die Tanketten unterwegs, doch die Draisinen wurden vollständig zerstört. Am 5. September 1939 konnten die eingesetzten Tanketten eine deutsche Pioniertruppe der 27. Infanteriedivision zurück drängen. Diese versuchten vergeblich, die Gleise bei Wolbrom zu zerstören. Am selben Abend fuhr der Zug weiter nach Krakau.
Am 7. September 1939 war der Zug nach Osten in Richtung Tarnów unterwegs. Unterwegs stellte man jedoch fest, dass die Brücke über den Dunajec kurz vor Tarnów gesprengt worden war. Kurz nach dem Eintreffen am Bahnhof von Biadoliny stieß man auf eine Patrouille der 2. Panzerdivision. Zugkommandant Kulesza befahl, den Zug zu verlassen. Die Besatzung beschädigte die Lokomotive mit Sprengstoff und machte die Maschinengewehre durch Entfernen der Verschlüsse unbrauchbar. Ein Teil der Besatzung schloss sich kurze Zeit später dem Panzerzug 51 in Rozwadów an. Der Rest gliederte sich unter General Kleeberg der Operationsgruppe Polesie an. Zwar war die Lokomotive beschädigt, der restliche Panzerzug wurde jedoch in einem guten Zustand von der Wehrmacht erbeutet und Teile des Zuges bei den deutschen Panzerzügen 21 und 22 eingesetzt.

## Zugpersonal

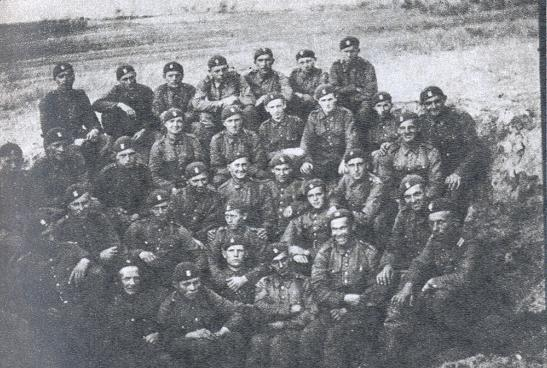
Ein Teil der Besatzung des Panzerzuges Groźny auf einem Übungsplatz

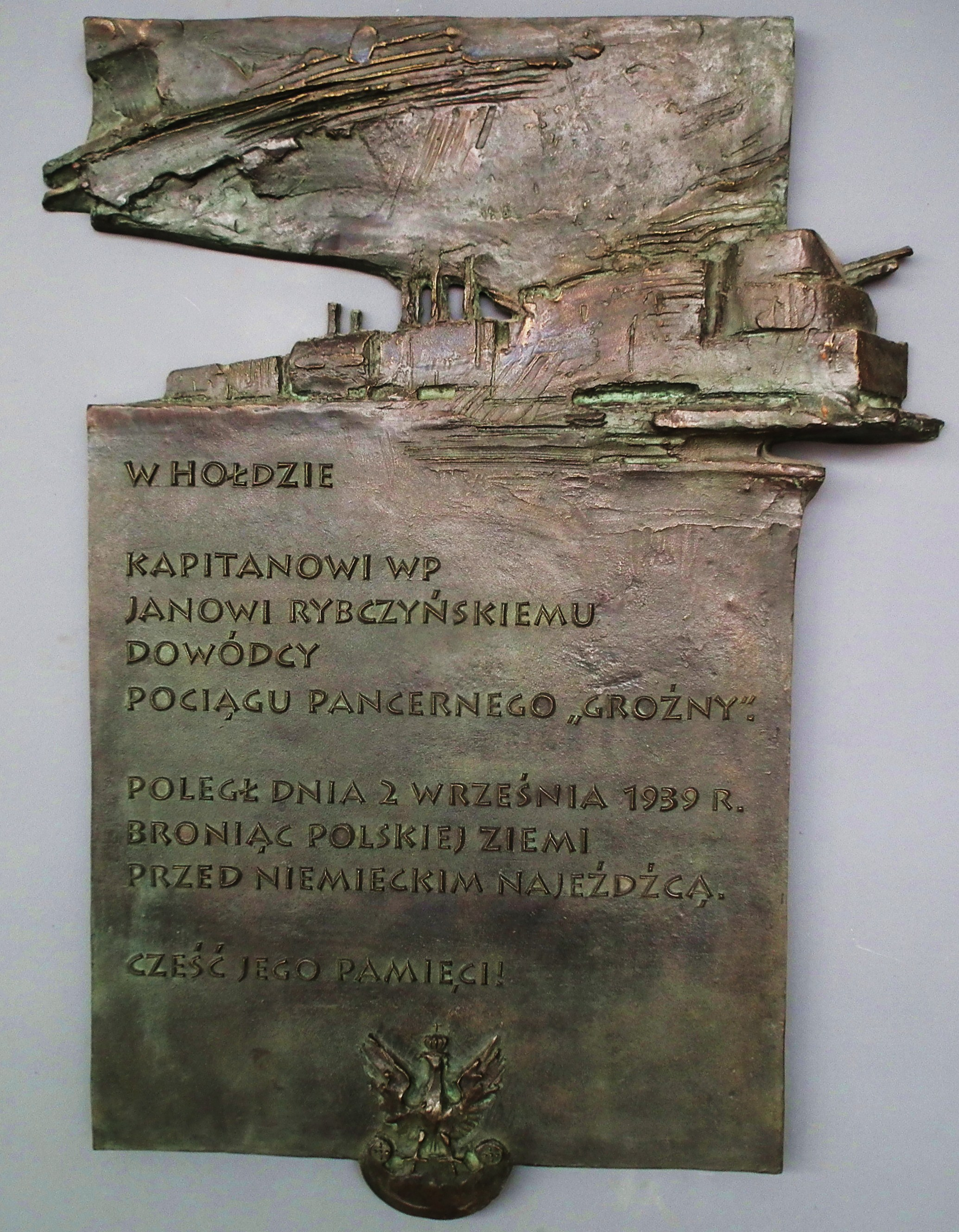
Gedenktafel für den Gefallenen Zugkommandanten Jan Rybczyński am Bahnhof von Tychy

Die gesamte Besatzung des Panzerzuges bestand aus 120–130 Mann. Zusammen mit dem Draisinenzug und dem Hilfszug kam man auf 190 Mann.
Besatzung von 1920 bis 1939
- Zugkommandant Leutnant der Infanterie Jan Werasko (1919)
- Zugkommandant Hauptmann der Artillerie Tomasz Kuśmierek (Dezember 1920 – 10. Januar 1924)
- Zugkommandant Hauptmann der Panzertruppen Jan I Rybczyński (10. Januar 1924 – † 2. September 1939)
- Oberleutnant der Infanterie Stanisław Koziar (1920)
- Oberleutnant Stanisław Schwarc (1920)
- Unteroffizier Ludwik Paśko
- Unteroffizier Michał Grabski
- Obergefreiter Romuald Werakso
- Obergefreiter Franciszek Wołowski

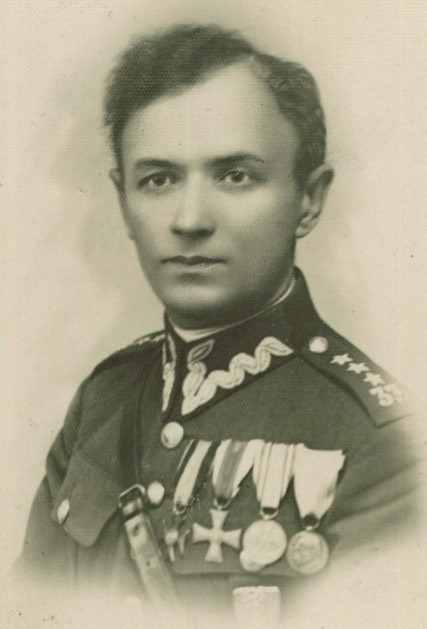
Stanisław Koziar

Besatzung des Zuges am 1. September 1939
- Zugkommandant Hauptmann der Panzertruppen Jan I Rybczyński (10. Januar 1924 – † 2. September 1939)
- stellvertretender Zugkommandant Hauptmann der Panzertruppen Józef Kulesza (2. September 1939 – 7. September 1939)
- Oberleutnant der Reserve Józef Lipka
- Kommandeur des Draisinenzuges Kadett Bohdan Świderski

## Zugzusammensetzung
Der Panzerzug Groźny setzte sich 1939 aus folgenden Wagen zusammen (von vorne nach hinten):
- 1× zweiachsiger Pdks-Platformwagen Typ VIIIC
- 1× vierachsiger Artilleriewagen mit zwei Kampftürmen (Seriennummer: 460 025)
- 1× zweiachsiger Sturmwagen (Seriennummer: 631 550)
- 1× Panzerdampflokomotive (Ti3-4) mit Tender (Seriennummer: 4116)
- 1× vierachsiger Artilleriewagen mit zwei Kampftürmen (Seriennummer: 450 012)
- 1× zweiachsiger Pdks-Platformwagen Typ VIIIC

Zusätzlich verfügte der Panzerzug über
- 1× Draisinenzug, ausgerüstet mit zwei Panzern vom Typ Renault FT und vier Tanketten vom Typ TK-3
- 1× ungepanzerter Hilfszug, bestehend aus 28 Wagen:[16]
  - 1× Lokomotive mit Tender
  - 12× zwölf Personenwagen
  - 1× Bürowagen
  - 2× Munitionswagen
  - 1× Brennstoffwagen
  - 1× Vorratswagen
  - 1× Waffenwagen
  - 1× Sanitätswagen
  - 1× Küchenwagen
  - 1× Werkstattwagen
  - 1× Kohlewagen
  - 1× Wassertankwagen
  - 5× Flachwagen

## Gedenkplakette
Für die Besatzung des Panzerzuges 15 Groźny wurde eine Gedenkplakette angefertigt. Sie bestand aus oxidiertem Silberblech und war 28 mm breit, 43 mm hoch und 0,8 mm dick. Oben befand sich ein Adler mit einer Krone und nach oben ausgebreiteten Schwingen. Mittig des Adlers befand sich eine Wappenschild mit 16 Nägeln und zwei sich kreuzende Kanonenrohre. Über den Kanonenrohren war der Schriftzug Groźny zu lesen. Mittig unter dem Schild befand sich ein Eisenbahnrad, welches durch Flügel am Rest des Wappens befestigt wurde. Dabei halten die Krallen des Adlers die zusätzlichen Flügel. Dieses Wappen war auch als Erkennungswappen an jedem Wagen des Zuges angebracht.